# Escadrille des Cigognes

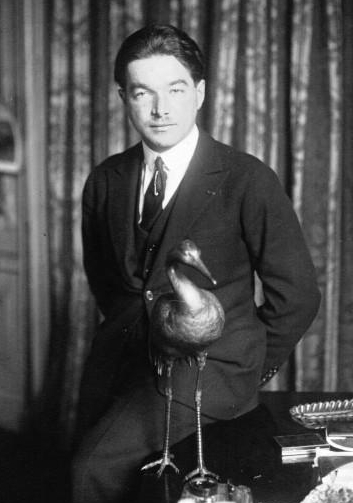
René Fonck avec une cigogne emblématique en 1920.

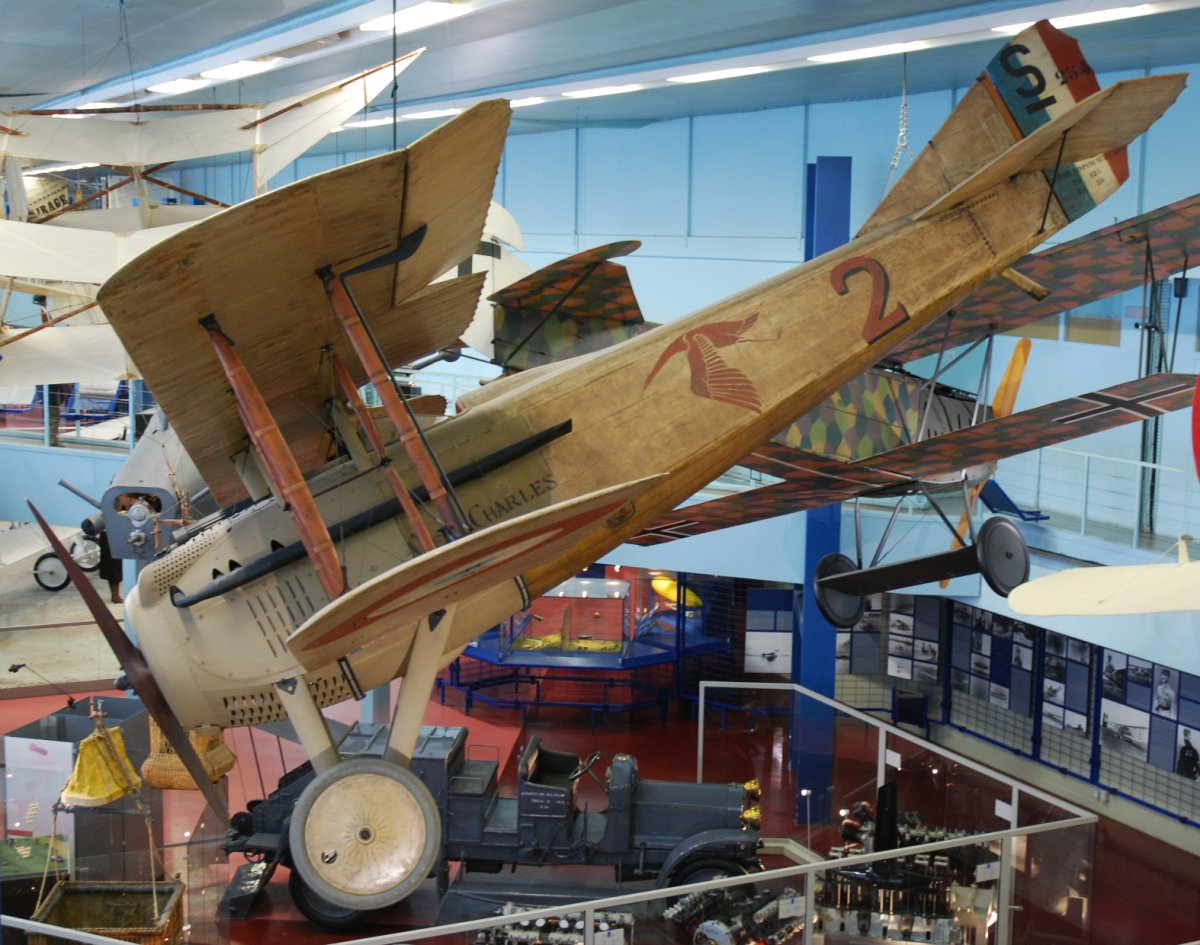
Le SPAD S.VII de Georges Guynemer, préservé au musée de l'air et de l'espace du Bourget.

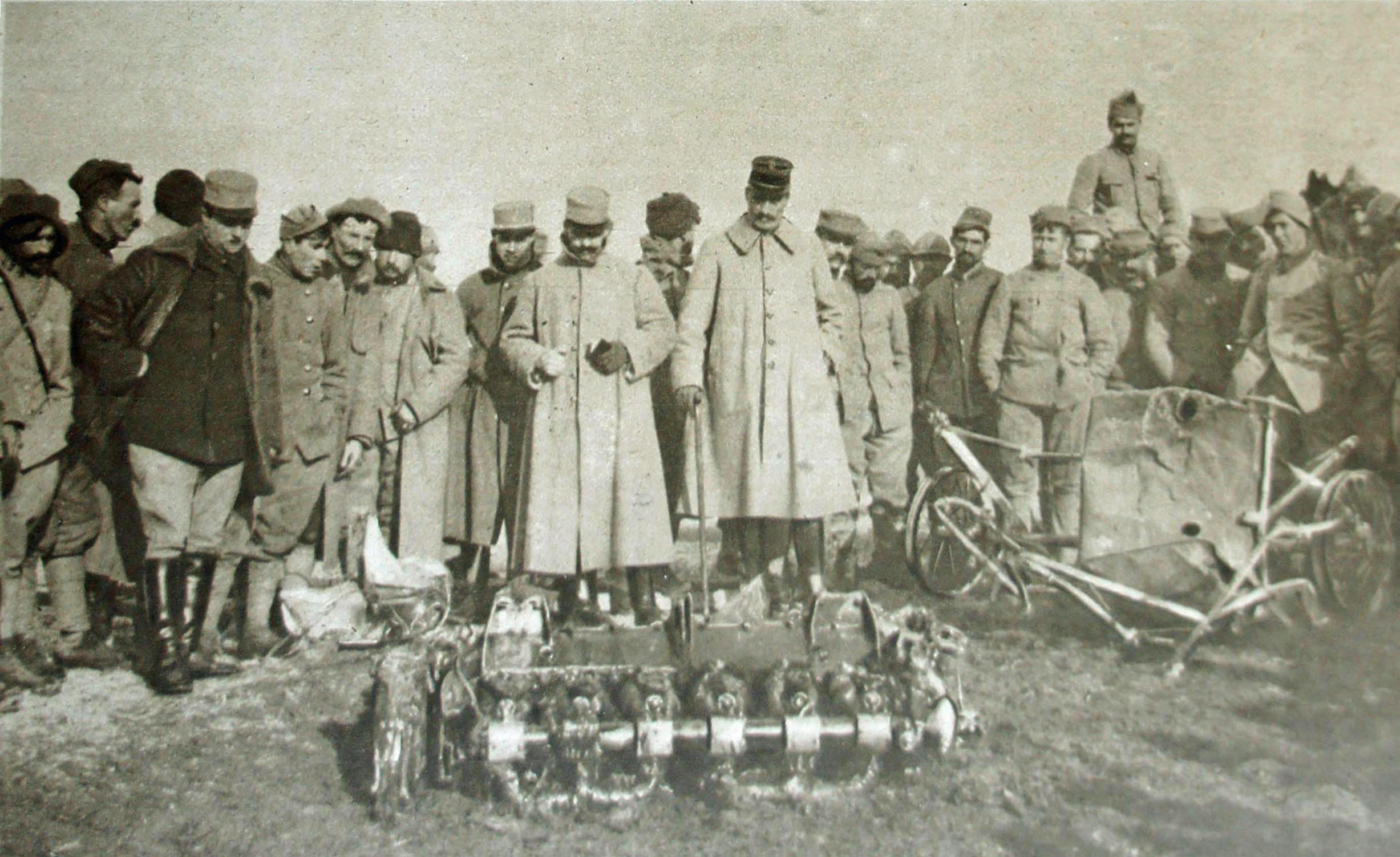
Escadrille des Cigognes avec le commandant Brocard une canne à la main, publication dans Le Miroir.

Le groupe de combat no 12 appelé aussi escadrille des Cigognes est une célèbre unité aéronautique de l'armée française dont les appareils d'escadrilles étaient ornés d’une cigogne.
Elle fut le berceau de grandes figures de l’aviation de chasse française entre 1914 et 1918. Les pilotes René Fonck, Georges Guynemer, René Dorme, Alfred Heurteaux,  Raoul Echard, Joseph-Henri Guiguet, Henri-Augustin Rabatel, Roland Garros, Mathieu Tenant de la Tour et bien d’autres furent aux commandes des avions « SPAD » de la SPA3, de la SPA26 et SPA103, les trois plus glorieuses escadrilles.

## Histoire
Formé à Reims par l'état-major général de l'armée au cours de l’année 1912, le GC12 fut doté au départ de Nieuport, puis des fameux SPAD VII et SPAD XIII. Commandé par le capitaine Aubry, le GC12 quitta Reims, sa base de stationnement du temps de paix, pour le terrain de la Bonnemaison de Crugny. Peu de temps après la mobilisation en août 1914, il fut mis à la disposition de l’armée Lanrezac et placé sous les ordres du commandant de Rose, futur promoteur de l’aviation de chasse en France. L'une d'entre elles, la B.L.3 (future SPA3), est déployée en Alsace au début de la Première Guerre mondiale et c'est à cette occasion que ses avions sont comparés aux « Cigognes » annonciatrices du printemps en Alsace.  
Léon Hourlier, coureur cycliste, fut trois fois champion de France de vitesse, pilote à l'escadrille VB 103 et son beau-frère Léon Comès, coureur cycliste également, moururent dans le même avion à Saint-Étienne-au-Temple en Champagne, le 16 octobre 1915, en allant rendre visite au champion de boxe Georges Carpentier, lui-même aviateur pendant la Première Guerre mondiale.
En mai 1916, l'escadrille N3 quitte Verdun pour constituer avec d'autres escadrilles (dont la N 26, 62, 65, 73, 103), le groupe de chasse de Cachy, placé sous le commandement du capitaine Antonin Brocard, l'ancien commandant de la N3. (Note du Q.G. de l'État-Major datée du 05/08/1016).  Le groupe de chasse de Cachy est dédoublé et le groupe de combat no 12 est finalisé le 25 octobre 1916, en vue de la bataille de la Somme.   
Le 1er novembre 1916, le groupe de combat 12 comprend les quatre « escadrilles des Cigognes » suivantes : N 3, 26, 73 et 103. C'est à cette date que fut adopté l'insigne de la cigogne par chacune des escadrilles (N3, N26, N103, N73). Cet oiseau majestueux est imposé comme emblème à toutes les escadrilles du Groupe de Combat 12, et la cigogne est représentée de différentes manières. Tantôt la cigogne en vol à ailes basses (Cigogne de Guynemer / SPA 3, la plus connue, reprise comme mascotte par Hispano-Suiza pour ses automobiles), la cigogne en posture de vol à ailes déployées (Cigogne « personnelle » de Hiyotaké Shigeno / SPA 26), la cigogne à vol ailes repliées, en piqué (cigogne de Saint-Galmier / SPA 26), la cigogne à ailes déployées plumes au vent (SPA103) ou encore la cigogne en virage (cigogne SPA 73) et la cigogne à ailes hautes (dite Cigogne de Fonck / SPA 103).

## Composition du GC12 pendant la Première Guerre mondiale
Au cours de la Première Guerre mondiale, le groupe de combat no 12 a été composés de différentes escadrilles (jusqu'à 7 unités), avec pour constante, d'octobre 1916 à novembre 1918, les trois fameuses escadrilles SPA3, SPA26 et SPA103. 
Plus précisément, les différentes escadrilles du groupe de combat no 12 sont les escadrilles suivantes : 
- 3, 26, 73 et 103 d’octobre 1916 à janvier 1918 ;
- 3, 26, 67 et 103 de janvier à septembre 1918 ;
- 3, 26, 67, 103 et 173 de septembre à octobre 1918 ;
- 3, 26, 67, 103, 167 et 173 d’octobre à novembre 1918 ;
- la C 46 a également été intégrée au GC 12, de décembre 1916 à février 1918.

Préalablement à leur dotation en avions SPAD, ces escadrilles furent équipé d'autres aéronefs, et dès lors, identifiées différemment. Ainsi la SPA3 fut nommée successivement BL3 en juillet 1912, MS3 en avril 1915, N3 en février 1916 et finalement SPA3 en octobre 1917. La SPA26 était connue en tant que MS26 en août 1914, N26 en septembre 1915, puis SPA26 en juin 1917. Et la SPA103 est issue de la BR17 en février 1913, VB3 en novembre 1914, VB103 en mars 1915, N103 en juin 1916 et SPA103 en avril 1917.

## Palmarès des escadrilles du GC12 «escadrille des cigognes» pendant la1reGuerremondiale
- Escadrille SPA 3 : 175 victoires homologuées + 204 victoires non homologuées

- Escadrille SPA 26 : 54 victoires homologuées + 76 victoires non homologuées

- Escadrille SPA 67 : 46 victoires homologuées + 34 victoires non homologuées

- Escadrille SPA 73 : 41 victoires homologuées

- Escadrille SPA 103 : 106 victoires homologuées + 86 victoires non homologuées

- Escadrille SPA 167 : 22 victoires homologuées + 4 victoires non homologuées

## As et Pilotes de l'escadrille des Cigognes / Groupe de combatno12
Ci-après sont cités quelques as et pilotes :
- - SPA 3 : Georges Guynemer (53 victoires, mort au combat le 11 septembre 1917), René Dorme (23 victoires, mort au combat le 25 mai 1917), Pierre Marinovitch (21 victoires), Alfred Heurtaux (21 victoires) ;
- - SPA 26 : Armand Pinsard (27 victoires), Xavier de Sevin (12 victoires), Roland Garros (pionnier de l'Aviation, 4 victoires), Marcel Bernard ;
- - SPA 67 : Jean Navarre (12 victoires), Marcel Viallet (9 victoires), Georges Flachaire (7 victoires) ;
- - SPA 73 : Albert Deullin (20 victoires) ;
- - SPA 103 : René Fonck (75 victoires), Marcel Haegelen (23 victoires), Henri Drouilh (4 victoires) ;
- - SPA 167 : Bernard Barny de Romanet (18 victoires).

## Innovations
Le groupe de combat met peu à peu au point une technique de combat qui consiste essentiellement à surprendre l'adversaire, lui porter un coup décisif au plus près et avec un minimum de munitions, et se soustraire à sa riposte. 

## Seconde Guerre mondiale
L’escadrille des Cigognes fait partie du GC II/5 de 1933 à 1943. Elle compte parmi ses pilotes le lieutenant Pierre Houzé.
Le 329e squadron de la RAF était constitué de pilotes du groupe de chasse Cigognes après l'armistice de 1940.

## Actuellement
L'escadron de Chasse 1/2 Cigognes est une unité de combat de l'armée de l'air française. Longtemps installée sur la base aérienne 102 Dijon-Longvic, elle rejoint la base aérienne 116 Luxeuil-Saint Sauveur à l'été 2011. Début 2015, elle est équipée de chasseurs Mirage 2000-5F portant les codes 116-EA à 116-EZ.
Parmi les objets appartenant aux traditions centenaires de l'escadron de Chasse 1/2 Cigognes figurent de nombreux « souvenirs » de l'escadrille des Cigognes et de ses aviateurs, entre autres la carte d'identité qui fut retrouvée sur la dépouille mortelle de l'as de guerre Georges Guynemer, reproduite par la presse allemande fin 1917 et rendue à la France par les autorités du Reich en 1938 (dépôt du Service historique de la Défense).

## Dans la fiction
La bande dessinée Le Pilote à l'Edelweiss de Yann et Romain Hugault (2012-13) raconte l'histoire d'un pilote de cette célèbre escadrille lors de la Première Guerre mondiale.
Escadrille des Cigognes est aussi le 4e album de la collection Tanguy et Laverdure publié en 1964.

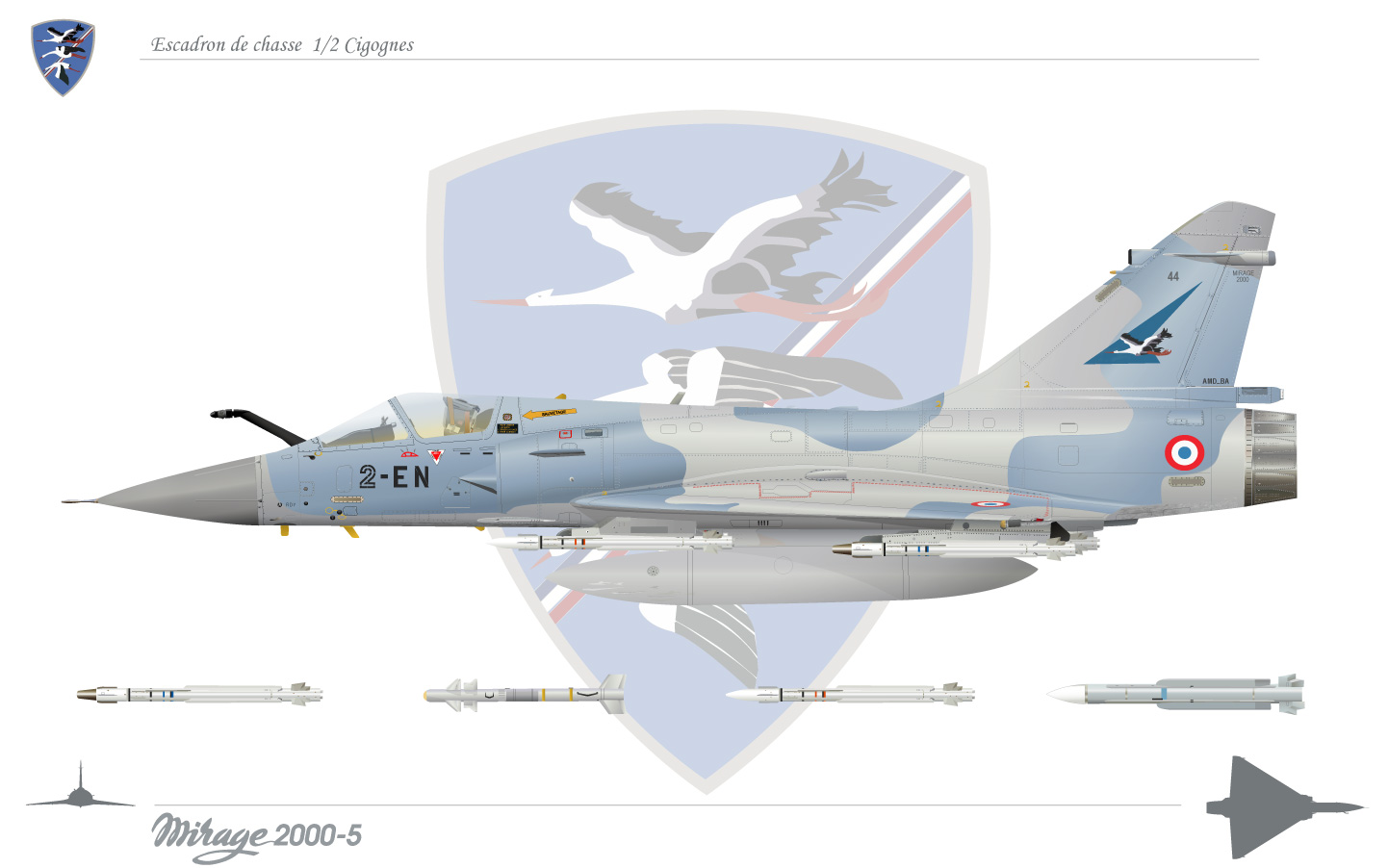
Le Mirage 2000 aux couleurs des cigognes.